# 맥심 나이트
맥심 나이트(Maxim Knight, 1999년 8월 21일 ~ )는 미국의 배우, 텔레비전 배우, 영화배우이다.
호놀룰루에서 태어났다.

## 방송
- 폴링 스카이 시즌5
- 폴링 스카이 시즌4
- 폴링 스카이 시즌3
- 폴링 스카이 시즌2
- 폴링 스카이 시즌1

## 영화
- 폴링 스카이 시즌5 (2015년)
- 폴링 스카이 시즌4 (2014년)
- 메데아스 (2013년)
- 폴링 스카이 시즌3 (2013년)
- 폴링 스카이 시즌2 (2012년) - 매트 역
- 폴링 스카이 시즌1 (2011년) - 매트 역
- 슬로터 (2009년)
- 볼 돈 라이 (2008년)
- 알스 비프 (2008년)
- 올 포 멜리사 (2007년)